# Abelmoschus moschatus
Abelmoschus moschatus sinònim Hibiscus abelmoschus és una planta aromàtica i medicinal de la que s'obté mesc vegetal. És nativa de l'Índia.
Les llavors tenen una fragància similar al del mesc animal. Encara que sigui una planta d'origen tropical és bastant resistent a les gelades.
Substitueix el mesc animal però actualment el mesc sintètic substitueix l'obtingut d'aquesta planta. Les llavors d'aquesta planta s'afegeixen al cafè i els brots i fruits immadurs són comestibles.
Com a planta medicinal s'ha fet servir en medicina tradicional i complementària en trastorns i espasmes digestius.També es considera un insecticida.